# 金鑽璽

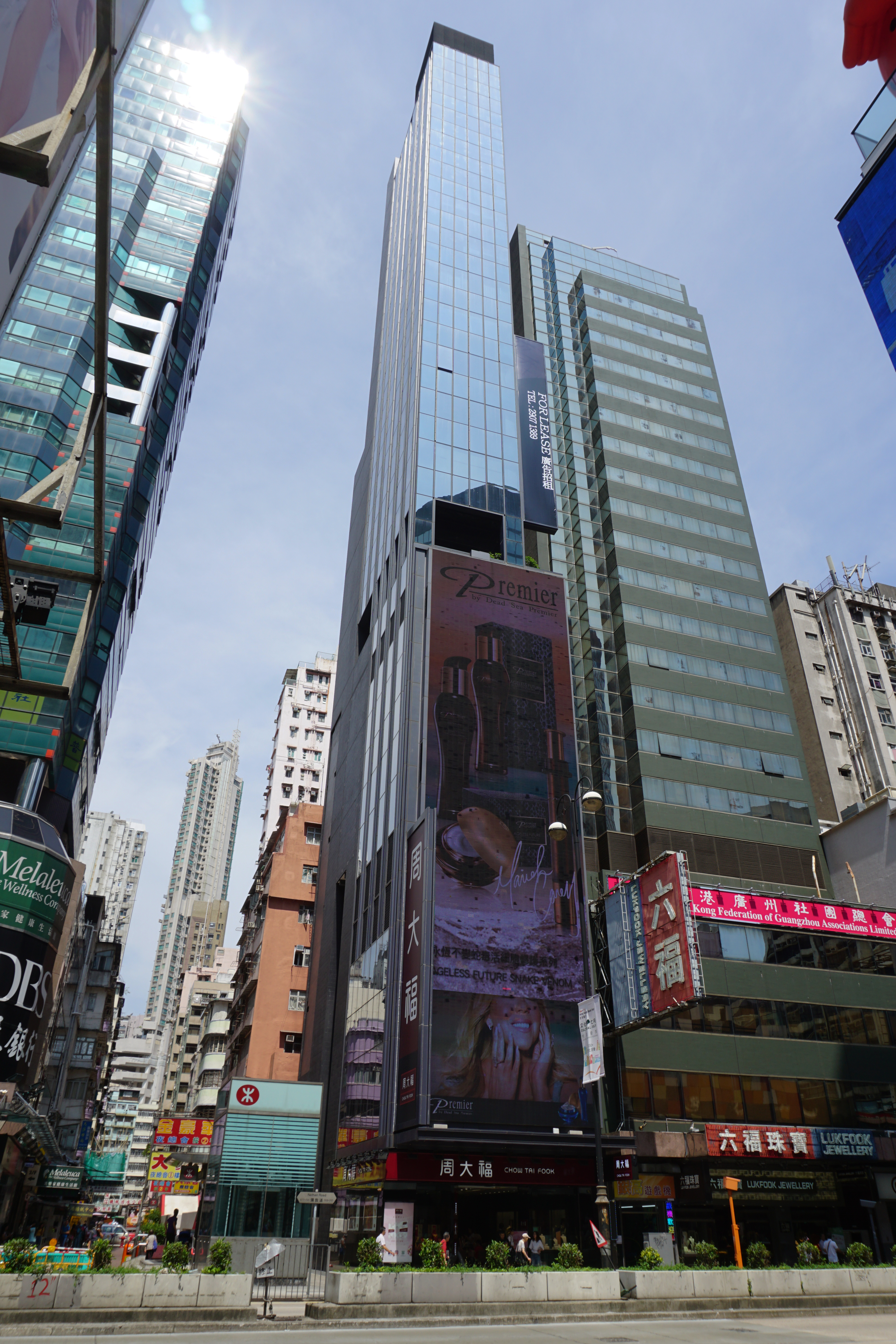
金鑽璽（中）

金鑽璽（法語：Le Diamant）是香港一座銀座式商業大廈，位於九龍旺角彌敦道703至705號，樓高20層。物業前身為住宅，由德祥地產重建作商廈用途。2012年12月，資本策略以7.3億港元向德祥地產購入地盤。其後隨即以平均呎價1.7萬至近2萬元拆售金鑽璽，套現至少5.69億港元。

## 設計
地下大堂以黑色及金色作主調，天花設不規則射燈。大廈每層面積由1,835至2,657平方呎，樓底高約4.5米，附設洗手間。單位主要望向旺角中心方向，有開揚市景。而外牆採用玻璃幕牆設計，面向彌敦道方向外牆則設大型LED顯示屏，可作宣傳用途。

## 外部連結
- 德祥地產介紹 （页面存档备份，存于）